# Székelyderzs
Székelyderzs (románul Dârjiu, korábban Dârj, helyi népies nyelven Dözs) falu Romániában, Hargita megyében. Vártemploma egyike azoknak a romániai magyar műemlékeknek, amelyek az UNESCO-világörökség részét képezik.

## Fekvése
Székelyudvarhelytől 21 km-re délnyugatra a Nagy- (vagy Lok-) patak völgyében magas dombsorok közt fekszik.

## Nevének eredete
Neve a szláv Drž személynévből származik.

## Története
1334-ben Ders néven említik először. A hagyomány szerint a régi falu a Pénzes-dűlőben volt, amely a tatárjáráskor pusztulhatott el. Ennek kápolnája is volt. Szájhagyomány szerint a mai lakosság Darócról került ide lakosságcserével, eszerint a templomot eredetileg szászok építették, akik Darócra költöztek át.
A falu a Petky család ősi fészke, udvarházuk a mai kultúrház helyén volt. 1910-ben 1390 magyar lakosa volt, 1992-ben 844 lakosából 836 magyar és 8 román volt. A trianoni békeszerződésig Udvarhely vármegye Udvarhelyi járásához tartozott.
A második bécsi döntés az új határ szomszédságába került községet magyar többsége ellenére román közigazgatásban hagyta, feltehetőleg azért, mivel a döntőbírák teljes hosszában Románia birtokában kívánták hagyni a Segesvár–Brassó vasútvonalat.

## Az unitárius erődtemplom

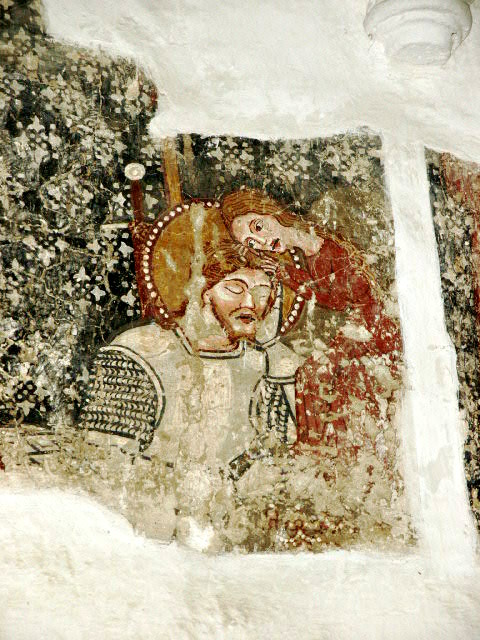
Freskótöredék a székelyderzsi templomban – Szent László-legenda
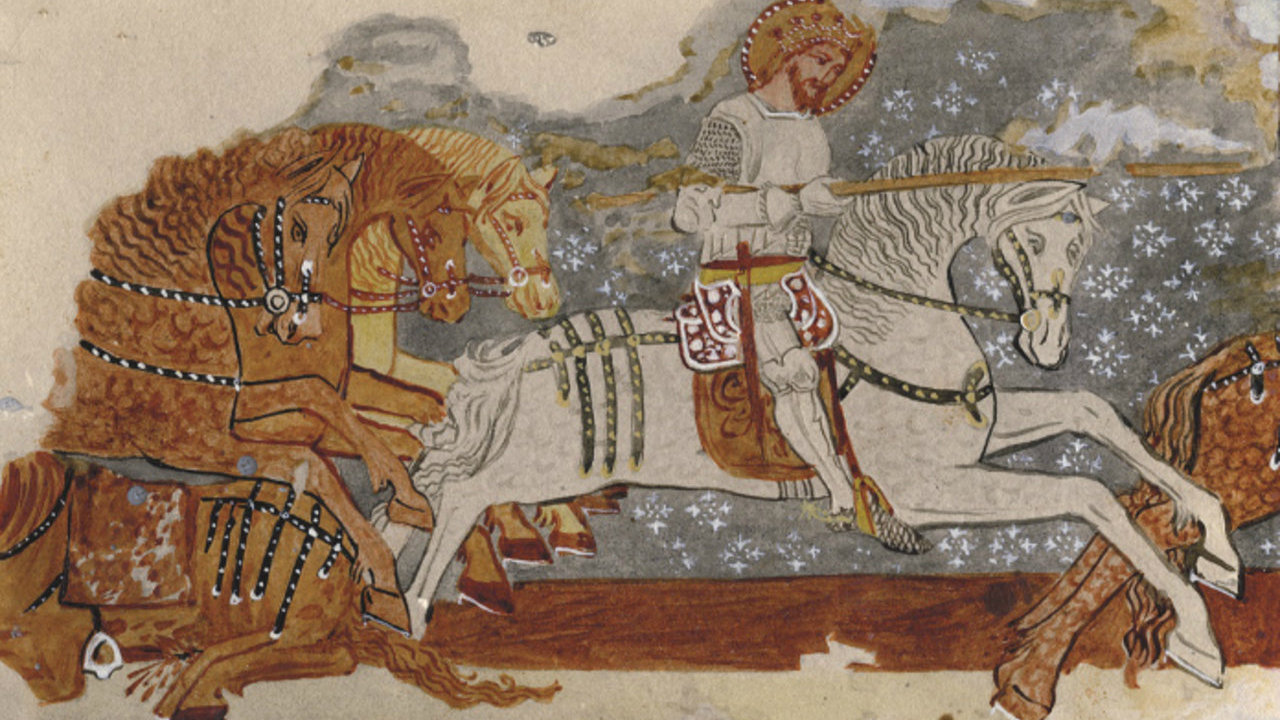
Freskórészlet a székelyderzsi templomban a Szent László-legendából: Szent László lovagkirály alakja.
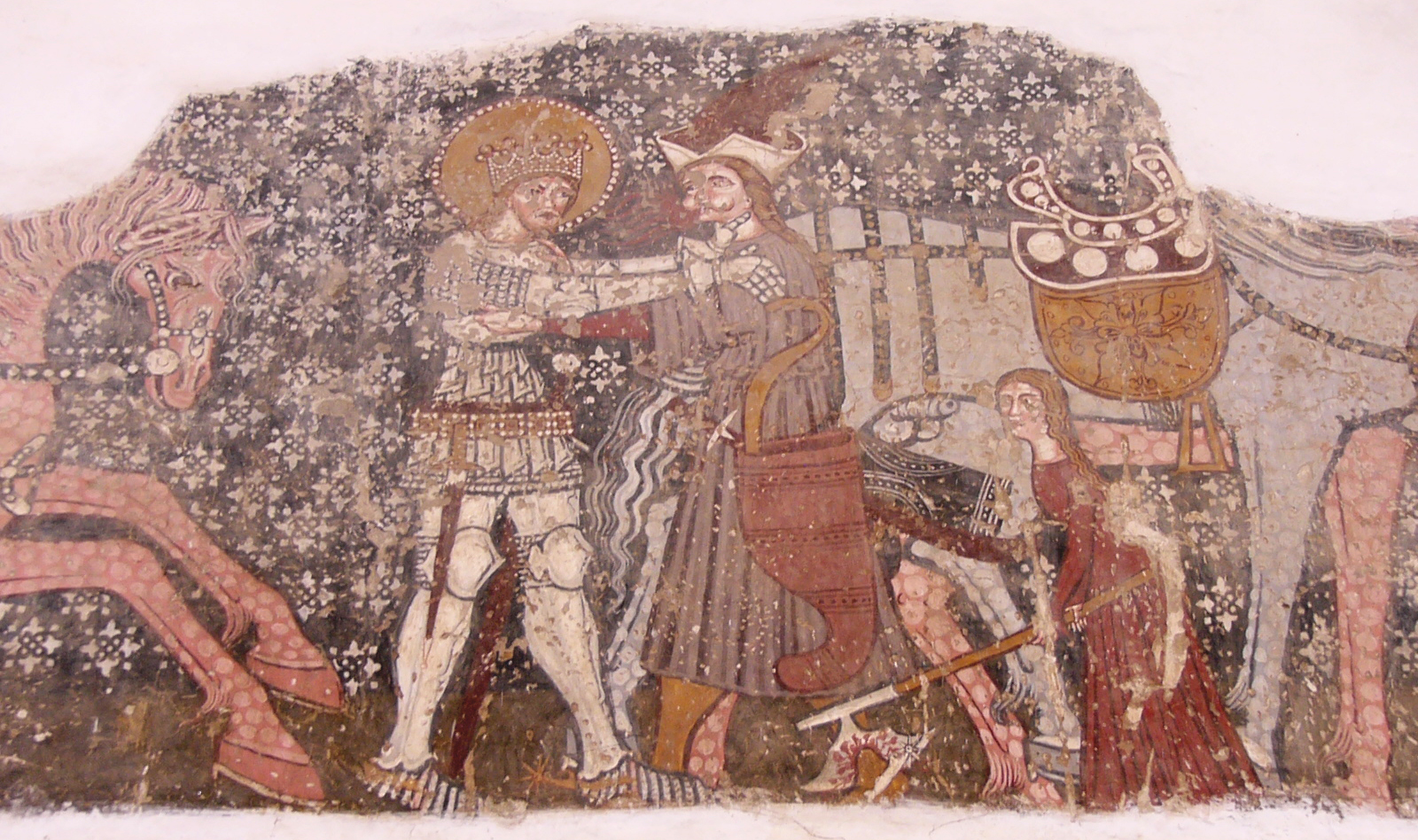
Freskórészlet a székelyderzsi templomban a Szent László-legendából: Szent László és a kun vitéz birkózása.

A falu unitárius templomerődje egy 13. század eleji kápolna bővítésével a 14. század elején épült, a 15. században átépítették, erődfalai 17. századiak, az 1605. évi Basta-féle pusztítás után épültek meg. 1661-ben Ali pasa csapatai dúlták fel. Belsejében számos 1419-ben készült freskótöredék került napvilágra. 1938-ban egyik befalazott ablakából rovásírásos tégla került elő.
A templom falán felül érdekes szuroköntő nyílások láthatók, már-már díszes formájukat a praktika szülte. A körítőfalon körben lőrések mutatják még a védelmi szerep fontosságát. A kaputorony aljában kettős kapu áll: így ha a támadók a külsőn már át is jutottak, a belső kapu előtt megtorpanni kényszerültek, miközben a torony emeletéről a védők nyílásokon keresztül szurkot önthettek a nyakukba.

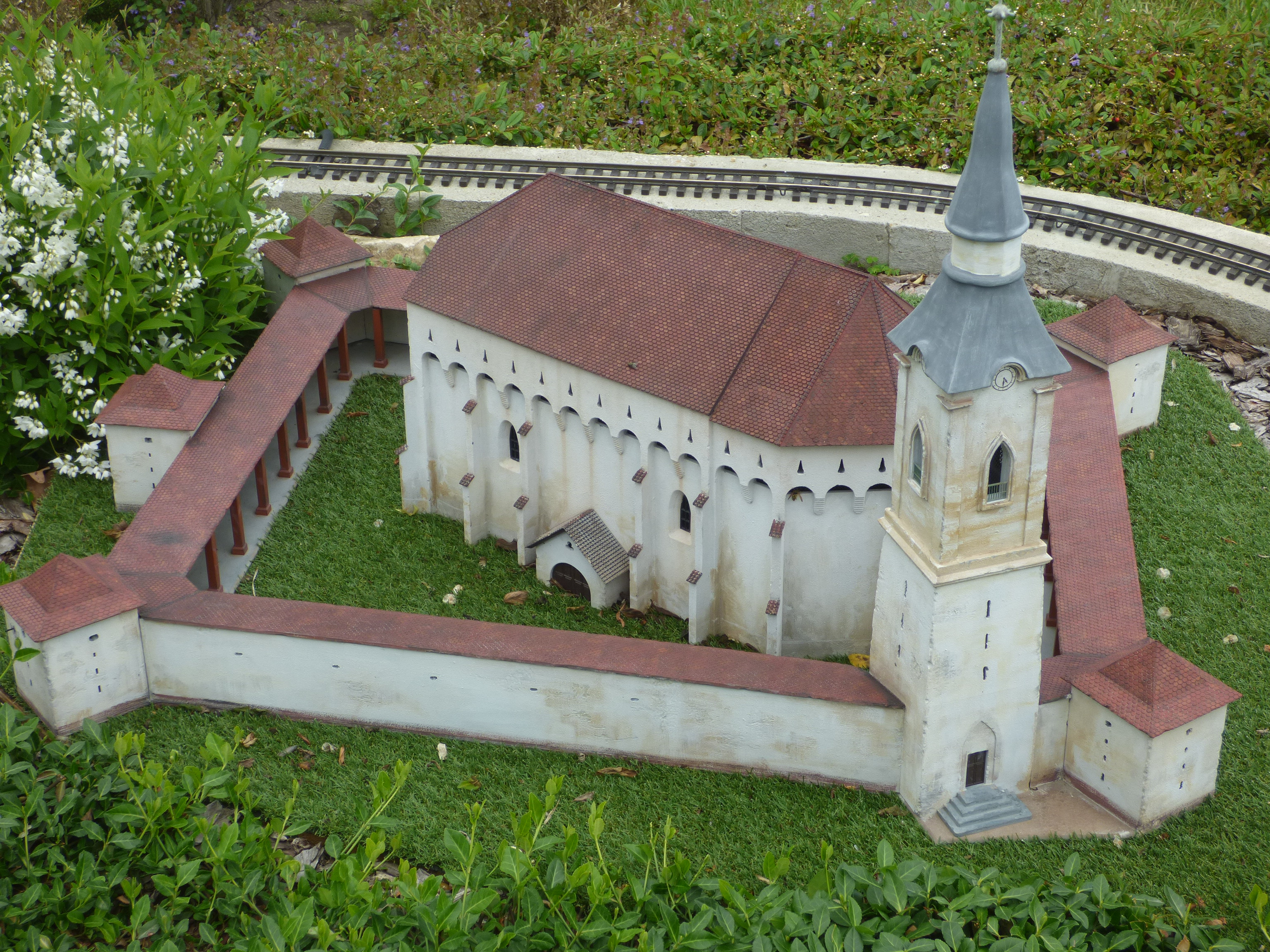
A templom makettje a szarvasi Mini Magyarország gyűjteményében

Az erődtemplom érdekessége, hogy a falu népe itt tárolta a legfontosabb értéket: az élelmet – így a kiéheztetés ellen is fel volt készítve. Külső támadás esetén elég volt bemenekülni az erődbe – az élelem már ott volt. A bástyák között a várfal mentén félnyereg tető alatt hatalmas ládákban tárolták a gabonát, a saroktornyok emeletén pedig a szalonnák lógtak kampókra akasztva. (Ezt a hagyományt a falu lakói mind a mai napig őrzik.) Minden családnak saját ládái és kampói vannak. A tornyokat és a gabonás ládákat hetente egyszer, szerdán reggel 7-kor lehet meglátogatni.
A templom békeidőben is zárva volt, kulcsát megbízott személy őrizte (nehogy egy sonka átugorjon egy másik kampóra…), és szalonnát csak hetente egyszer, a hét bizonyos napján lehetett vételezni. Az a háziasszony, aki – rosszul beosztva az élelmet – ettől eltérni kényszerült, bizony számíthatott a falu megvetésére.

## Látnivalók
- Unitárius erődtemplom, a világörökség része.
- A falu református temploma 1870-ben épült.